# Dansk Sommelier Forening
Dansk Sommelier Forening (DSF) er en forening af danske sommelierer (vintjenere). Dansk Sommelier Forening blev stiftet i 1989. Foreningen tæller 81 medlemmer (primo 2010).